# Ciarán Bourke
Ciarán Bourke (* 18. Februar 1935 in Dublin; † 10. Mai 1988 ebenda) war ein irischer Folk-Musiker und Gründungsmitglied der Dubliners. Er sang, spielte Gitarre, Tin Whistle und Mundharmonika.

## Leben
Ciarán Bourke wurde in Dublin als Sohn eines Arztes geboren und kam schon als Kind durch seine irischsprachige Kinderfrau mit der irischen Sprache in Kontakt. Er besuchte eine irischsprachige Schule (Coláiste Mhuire am Parnell Square in Dublin) und schrieb sich dann an der landwirtschaftlichen Fakultät des University College Dublin ein, brach aber das Studium schon nach einem Jahr wieder ab. Ciarán Bourke war das einzige Mitglied der Dubliners, das eine Universität besucht hatte.
Nachdem er die Universität verlassen hatte, begegnete er als Straßenmusiker Ronnie Drew und Barney McKenna, die ihn zu ihren Proben in O’Donoghue’s Pub einluden. Luke Kelly schloss sich der Gruppe an, die als „The Dubliners“ berühmt wurde.

## Krankheit und Tod
Am 5. April 1974 musste Bourke ein Konzert der Dubliners in Eastbourne kurz nach der Pause wegen heftiger Kopfschmerzen abbrechen. Er wurde nach London gebracht und im St. George’s Hospital, Hyde Park Corner, eingeliefert, wo die Ärzte eine Hirnblutung diagnostizierten. Bourke wurde ins Atkinson Morley Hospital in Wimbledon verlegt und nach der Rückkehr seiner Frau, die sich auf einer Reise nach Ghana befand, operiert. Während der Operation kam es zu einer erneuten Blutung mit der Folge, dass Bewusstseinstrübungen und eine linksseitige Lähmung zurückblieben.
Ciarán Bourke wurde in einer Rehabilitationsklinik in Dún Laoghaire bei Dublin intensiv therapiert, und seine Genesung machte so gute Fortschritte, dass er darauf bestand, an der nächsten Deutschland-Tournee der Dubliners im November teilzunehmen, obwohl seine Bandkollegen sich Sorgen um seine Gesundheit machten und lieber einen allmählichen Wiedereinstieg gesehen hätten. Tatsächlich war Bourke dem Tourneestress gesundheitlich nicht gewachsen und musste von Brüssel nach Dublin zurückfliegen.
Obwohl Ciarán Bourke nicht mehr mit den Dubliners auftreten konnte, wurde er bis zu seinem Tod als Bandmitglied betrachtet und erhielt seinen Anteil an den Tantiemen.
Ciarán Bourke starb 1988 nach langer Krankheit an den Folgen der Hirnblutung und mehrerer Schlaganfälle.

## Familie
Am 5. April 1964 heiratete Ciarán Bourke Jeannie Bonham. Sie hatten sechs Töchter: Ciara, Laoighse, Siobhra, Rathfionna, Saoirse und Seodhna.